# Rik Luyten
Henri of Rik Luyten (Beverlo, 11 juli 1931 – Kwaadmechelen, 7 april 1969) was een Belgisch wielrenner die in de periode 1955-1967 als professional actief was. Hij overleed plots op 37-jarige leeftijd ten gevolge van een hartinfarct.

## Overwinningen
- 1954 - Eindklassement Ronde van Limburg (België)
- 1955 - Flèche Hesbignonne-Cras Avernas
- 1958 - 15e etappe Ronde van Spanje
- 1958 - 16e etappe Ronde van Spanje

- 1961 - Acht van Chaam

- 1962 - 2e etappe Ronde van België
- 1962 - Grote 1 Mei-Prijs

- 1963 - 2e etappe Dwars door Vlaanderen

## Resultaten in voornaamste wedstrijden
| Jaar | Ronde van Italië | Ronde van Frankrijk | Ronde van Spanje |
| ---- | ---------------- | ------------------- | ---------------- |
| 1955 |                  |                     |                  |
| 1956 |                  |                     |                  |
| 1957 |                  |                     |                  |
| 1958 |                  | 52e                 | 9e (2)           |
| 1959 |                  |                     |                  |
| 1960 |                  |                     |                  |
| 1961 |                  |                     |                  |
| 1962 |                  |                     |                  |
| 1963 |                  |                     |                  |
| 1966 |                  |                     |                  |

| Jaar | Gent-Wevelgem | Ronde van Vlaanderen | Amstel Gold Race | Luik-Bast.‑Luik | E3 Harelbeke | Parijs-Tours |
| ---- | ------------- | -------------------- | ---------------- | --------------- | ------------ | ------------ |
| 1955 |               |                      |                  | 23e             |              |              |
| 1956 |               |                      |                  |                 |              | 52e          |
| 1957 | 17e           | 21e                  |                  |                 |              |              |
| 1958 | 4e            | 51e                  |                  |                 |              |              |
| 1959 |               | 32e                  |                  |                 |              |              |
| 1960 |               |                      |                  |                 | 7e           |              |
| 1961 | 9e            |                      |                  |                 |              | 104e         |
| 1962 | 24e           |                      |                  |                 |              | 34e          |
| 1963 |               |                      |                  |                 | 8e           |              |
| 1966 |               |                      | 13e              |                 |              | 72e          |